# Slag van Vijf Legers
De Slag van Vijf Legers (Engels: The Battle of Five Armies) is een fictieve veldslag uit het boek De Hobbit van J.R.R. Tolkien.
De slag van Vijf Legers draagt deze naam, omdat er vijf verschillende legers vochten, die in eerste instantie geen gemeenschappelijk doel hadden. Deze legers zijn:
- het leger dwergen van de IJzerheuvels o.l.v. Dáin IJzervoet.
- het leger van de boselfen uit het Demsterwold o.l.v. Thranduil.
- het leger van mensen uit Esgaroth, o.l.v. Bard van Dal.
- de adelaars o.l.v. Gwaihir, de Heer der Winden.
- het leger van aardmannen, wargs en vleermuizen o.l.v. Bolg.

Ook worden de wargs en orks/aardmannen wel als twee aparte legers gerekend, dan rekent men de adelaars niet mee als apart leger.
Verder vochten de dertien dwergen (waaronder Thorin Eikenschild), Bilbo Balings, Gandalf en Beorn mee. De Slag speelt zich af op en rond Erebor, de Eenzame Berg, en in Dal.
De Slag van Vijf Legers had meerdere oorzaken. Een oorzaak was dat Smaug de draak Esgaroth op het Lange Meer had verwoest en dat de mensen van de Meerstad nadat Smaug was gedood naar de Eenzame Berg gingen om hun deel van de schat te nemen. In hun gezelschap zaten ook de boselfen, die op zoek waren naar de voortvluchtige dwergen en Gandalf, die terugkwam van Dol Guldur, waar hij samen met andere leden van de Witte Raad (o.a. Galadriel, Elrond en Saruman) Sauron uit zijn schuilplaats had verdreven. Thorin Eikenschild was niet van plan te delen met de mensen en elfen en riep via de raven van Roäc hulp in van Dáin IJzervoet, een verwant van hem. De aardmannen gingen naar de Eenzame Berg uit wraak voor de dood van de Grote Aardman, die tijdens de reis van de dertien dwergen naar Erebor gedood was door Gandalf met zijn zwaard Glamdring, oftewel Vijandhamer, en in de hoop de schat in handen te krijgen.

## Het verloop van de Slag van Vijf Legers
Na de geslaagde expeditie van Thorin Eikenschild om de draak uit Erebor te verdrijven eisen veel volkeren de schat van de draak op. Ten eerste de dertien dwergen zelf omdat zij de rechtmatige eigenaars zijn van de schat, maar de mensen van het Esgaroth op het Lange Meer ook, want hun hele stad was verwoest, maar ook de boselfen eisen een deel.
Er staan twee groepen tegenover elkaar; in de berg zitten de dertien zwaarbewapende dwergen (en een hobbit) en aan de andere kant de legers van de elfen en de mensen. Als er door Thorins hebberigheid geen onderhandelingen mogelijk worden gemaakt, willen de legers onder leiding van koning Thranduil en Bard de Boogschutter (die de draak doodde) de berg bestormen. Thorin stuurt in het geheim een raaf om hulp naar zijn verwanten in de IJzerheuvels. Als antwoord kwam Dáin IJzervoet met een leger dwergen om zijn verre neef te helpen.
Er lijkt een strijd te komen tussen drie legers, de boselfen, mensen, en dwergen, maar plotseling verschijnt een groot leger aardmannen, wargs en vleermuizen in het noorden aangevoerd door Bolg, de zoon van Azog. De orks hadden ook van de dood van de draak gehoord en kwamen om de Berg op te eisen vanwege de strategische ligging. In het aanzicht van deze nieuwe dreiging sluiten de drie legers een alliantie. De legers van dwergen, mensen en boselfen winnen met behulp van Beorn en de reuzenadelaars de strijd. Er zijn grote verliezen aan elke kant, Thorin Eikenschild en zijn twee neven Fíli en Kíli sneuvelen, net als bijna alle aardmannen en wargs. Zij worden in de berg begraven.